# Macrocypridina castanea
A Macrocypridina castanea a kagylósrákok (Ostracoda) osztályának a Myodocopida rendjébe, ezen belül a Cypridinidae családjába tartozó faj.

## Tudnivalók
A Macrocypridina castanea nemének a típusfaja. Ennek a tengeri kagylósráknak két alfaja van: a Macrocypridina castanea castanea (Brady, 1897) Poulsen, 1962 és a Macrocypridina castanea rotunda Poulsen, 1962; az utóbbi alfaj a mélytengeri koboldcápának (Mitsukurina owstoni) az egyik fő tápláléka.